# 大滩镇 (丰宁县)
大滩镇，是中华人民共和国河北省承德市丰宁满族自治县下辖的一个乡镇级行政单位。

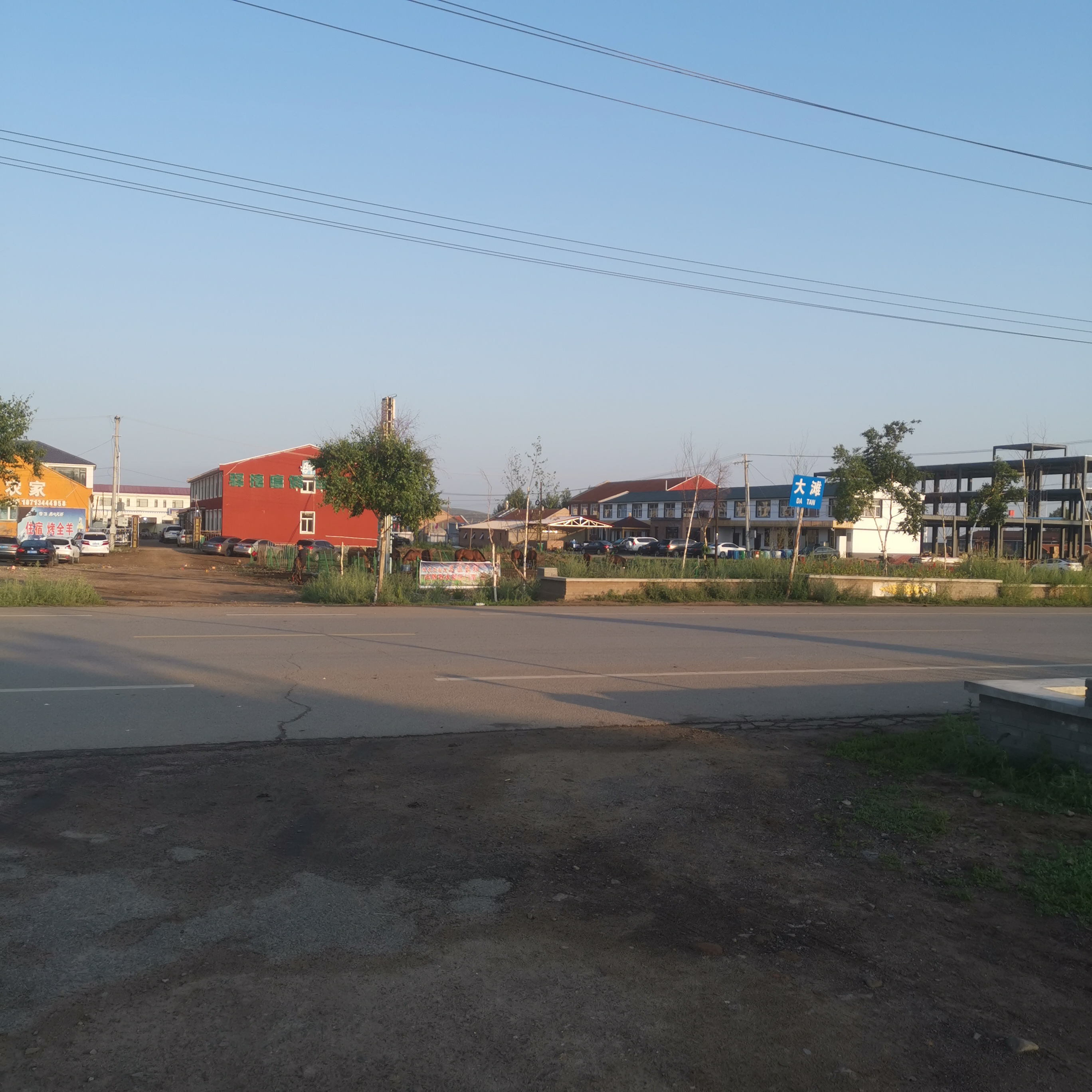
大滩镇

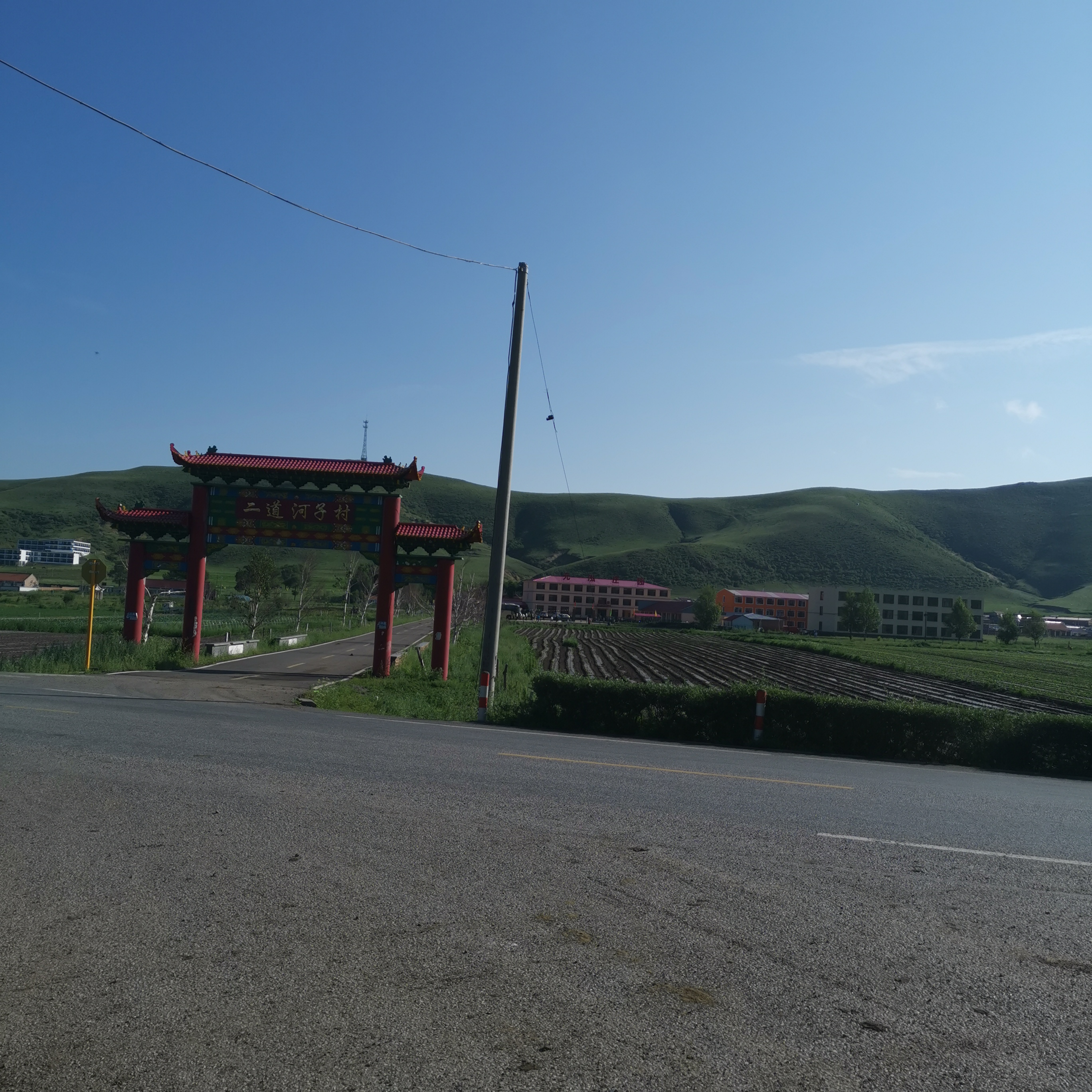
二道河子村

## 行政区划
大滩镇下辖以下地区：
大滩村、孤石村、拾号村、骆驼沟村、三扎拉村、南圈子村、大营子村、四扎拉村、南窝铺村、老羊圈村、扎拉营村、孤山子村、二道河子村、小北沟村、北梁村、喇嘛波罗村、大下营村、学堂营村、石板沟村、大西沟村、留子号村和元山子村。

## 交通
- 张承高速公路
- 244省道

## 旅游
- 丰宁坝上草原
- 中国马镇
- 闪电湖
- 京北草原大汗行宫：AAAA级景区